# N 100 Plan
Het N 100 Plan was de bedrijfscode voor de ontwikkeling van een geheim prototype van het merk Kawasaki (onderdeel van Kawasaki Heavy Industries) in 1966. 

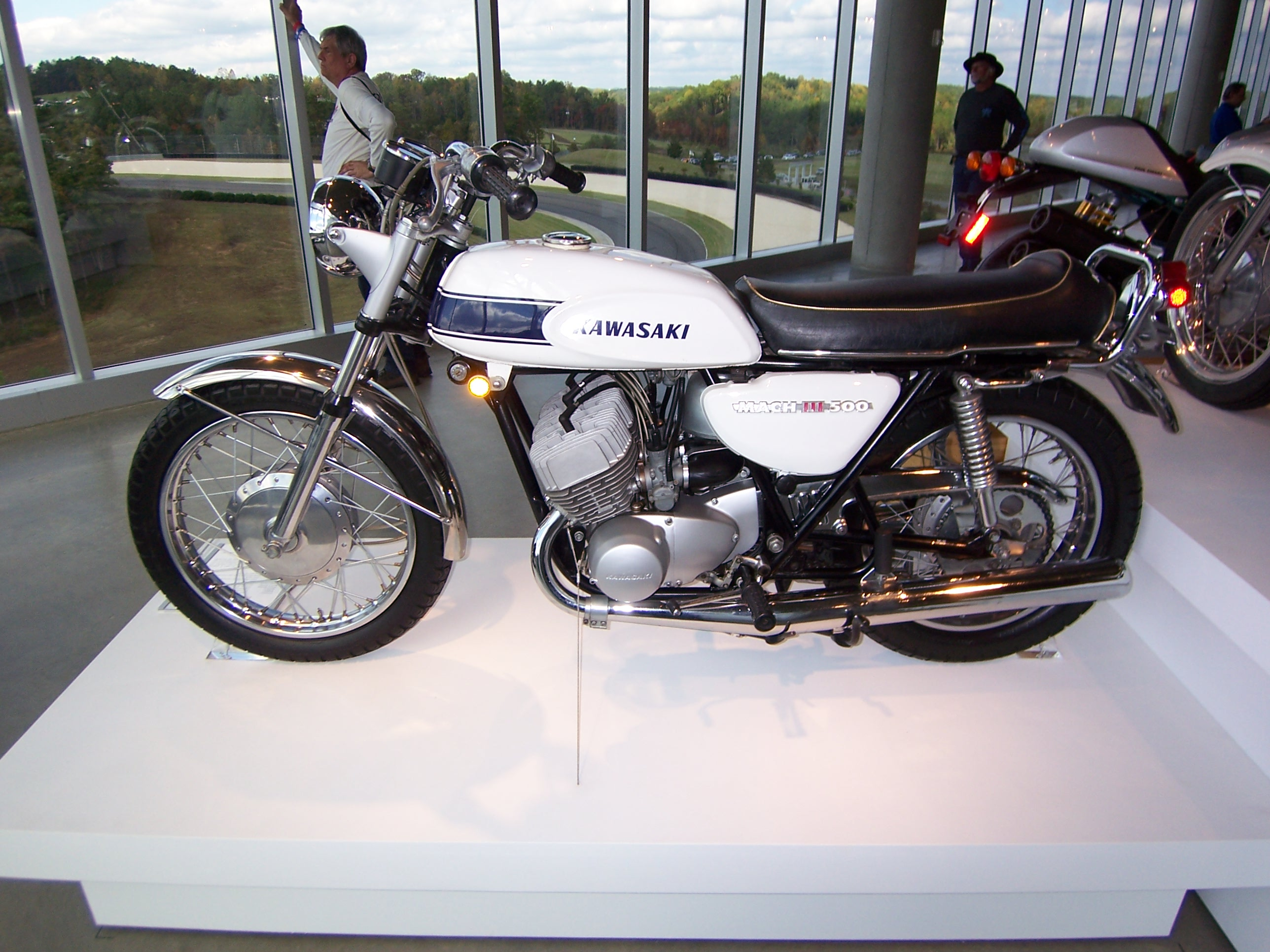
Het eindresultaat van het N 100 Plan was de Kawasaki H 1 500 Mach III

## Voorgeschiedenis
Vanaf het begin van de jaren zestig probeerden de belangrijkste Japanse motorfietsmerken de Europese en de Amerikaanse markten te veroveren. In Europa werd veel aandacht besteed aan resultaten in het wereldkampioenschap wegrace. De Amerikaanse markt werd grotendeels beheerst door Harley-Davidson, maar dat merk kende geen echt sportieve modellen. Daardoor waren Britse merken als Triumph, Matchless en BSA daar al vrij populair. Honda had al met succes de Honda CB 450 geïntroduceerd. Kawasaki had dankzij de overname van Meguro en Meihatsu weliswaar zware modellen in haar pakket, maar dat waren nog kopieën van Britse motorfietsen: De Meguro K 1 Stamina was een BSA A7 en de zwaarste Meihatsu leek sterk op een AJS.

## Doel en richtlijnen
Het doel van het N 100 Plan was de ontwikkeling van een (voor die tijd) zware en snelle motorfiets voor de Amerikaanse markt. De opdracht van de fabriek was de ontwikkeling van een luchtgekoelde 500 cc motor die niet minder dan 60 pk mocht leveren. De machine moest met staande start een kwart mijl in 13 seconden kunnen afleggen. De motor mocht geen mengsmering hebben. Die werd langs de Amerikaanse Highways niet verkocht. 

## Ontwikkeling

### Driecilinder motor
De ingenieurs van Kawasaki hadden twee mogelijkheden om het project te benaderen:
1. Uitgaan van de tweecilinder tweetakt Kawasaki A 7 350 Avenger met roterende inlaten en die op te boren tot 500 cc.
2. Het ontwikkelen van een geheel nieuwe tweetakt lijnmotor met drie cilinders óf een driecilinder in "L-vorm". In het eerste geval moesten de roterende inlaten vervallen, in het tweede geval kon men ze waarschijnlijk wel toepassen.

Uiteindelijk werd besloten tot de bouw van alle concepten. Het probleem bij de driecilinders was de koeling van de middelste cilinder. Bij de lijnmotor zou die tussen de twee andere (warme) cilinders zitten, bij de driecilinder L-motor in de windschaduw achter de twee voorste. Bij de Universiteit van Osaka werden proeven gedaan met alle concepten, waaruit bleek dat de driecilinder lijnmotor met de juiste aantallen en formaten van de koelribben geen koelproblemen zou kennen.

### Tweecilinder motor
Terwijl de test met de driecilinder motor begonnen, ging men ook verder met de ontwikkeling en de eerste test van de tweecilinder met roterende inlaten, die meer vermogen leverde dan de zuigergestuurde driecilinder met reed valves. Men besloot uiteindelijk de tweecilinder te laten vervallen omdat de driecilinder er spectaculairder en innovatiever uit zou zien. 

## Testen op de weg
De belangrijkste testen met de driecilinder vonden eind 1966 in de Verenigde Staten plaats, tussen Los Angeles en Las Vegas met testrijder Tony Nicosia. In Las Vegas werd een nieuwe motor ingebouwd en de machine werd naar Yuma (Arizona) gereden. Daarna reed men weer naar Los Angeles. Testleider Darrell Krause stelde verbeteringen bij lage snelheden vast, evenals een verbetering in de werking van de ontsteking en een lager olieverbruik, maar ook rumoerige zuigers en koppeling. 

### Darrell Krause
Darrell Krause was een van de weinige Amerikaanse ingenieurs in dienst van Kawasaki en hij leidde het testprogramma. Hij was afgestudeerd bij de South Dakota School of Mines and Technology. Hij was aanvankelijk dealer voor Kawasaki en Suzuki en was opgeklommen als Service Manager, Racing Manager, New Products Manager, General Manager van de Kawasaki Engine Division en General Manager van de Kawasaki Accessories Division in Santa Monica (Californië). In 1967 nam hij enkele Kawasaki A 1 Samurai 250's mee naar de Bonneville-zoutvlakte waar hij twee AMA wereldrecords reed. 

## Eindresultaat
In 1969 presenteerde Kawasaki de Kawasaki H 1 500 Mach III, die al snel geroemd werd als de snelst accelererende productiemotorfiets ter wereld. Het succes leidde onmiddellijk tot de ontwikkeling van de Kawasaki S 2 350 Mach II en de Kawasaki H 2 750 Mach IV. De verbintenis met de oorspronkelijke A 7 Avenger was bij de H 1 500 Mach III goed te zien aan de linker cilinder, die vrij ver naar buiten uitstak. Dit was de "toegevoegde cilinder". 